# Scoliocentra borealis
Scoliocentra borealis är en tvåvingeart som först beskrevs av Leander Czerny 1924.  Scoliocentra borealis ingår i släktet Scoliocentra och familjen myllflugor. Inga underarter finns listade i Catalogue of Life.